# Ded Moroz
Pour les articles homonymes, voir Moroz.

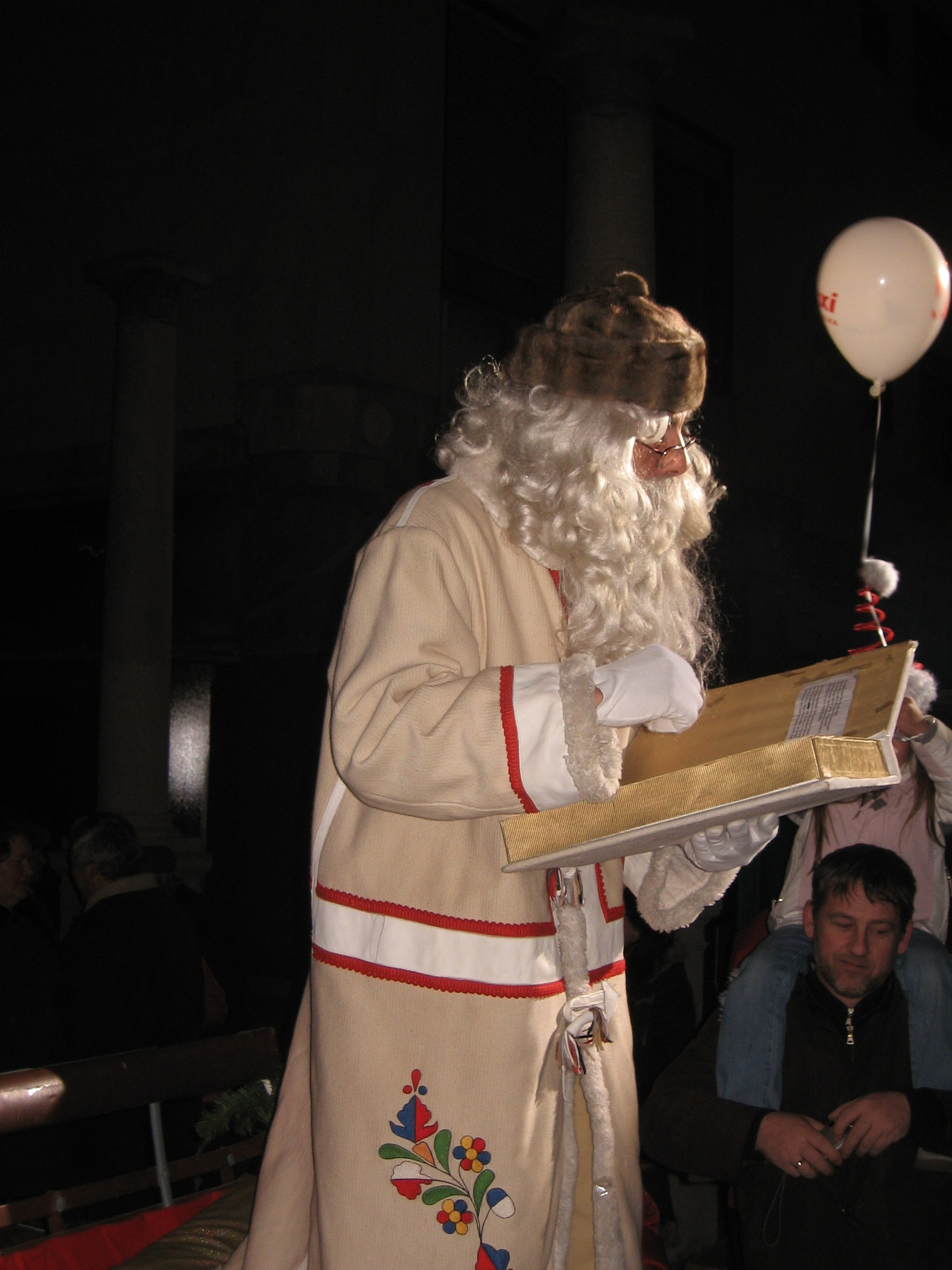
Ded Moroz en Slovénie.

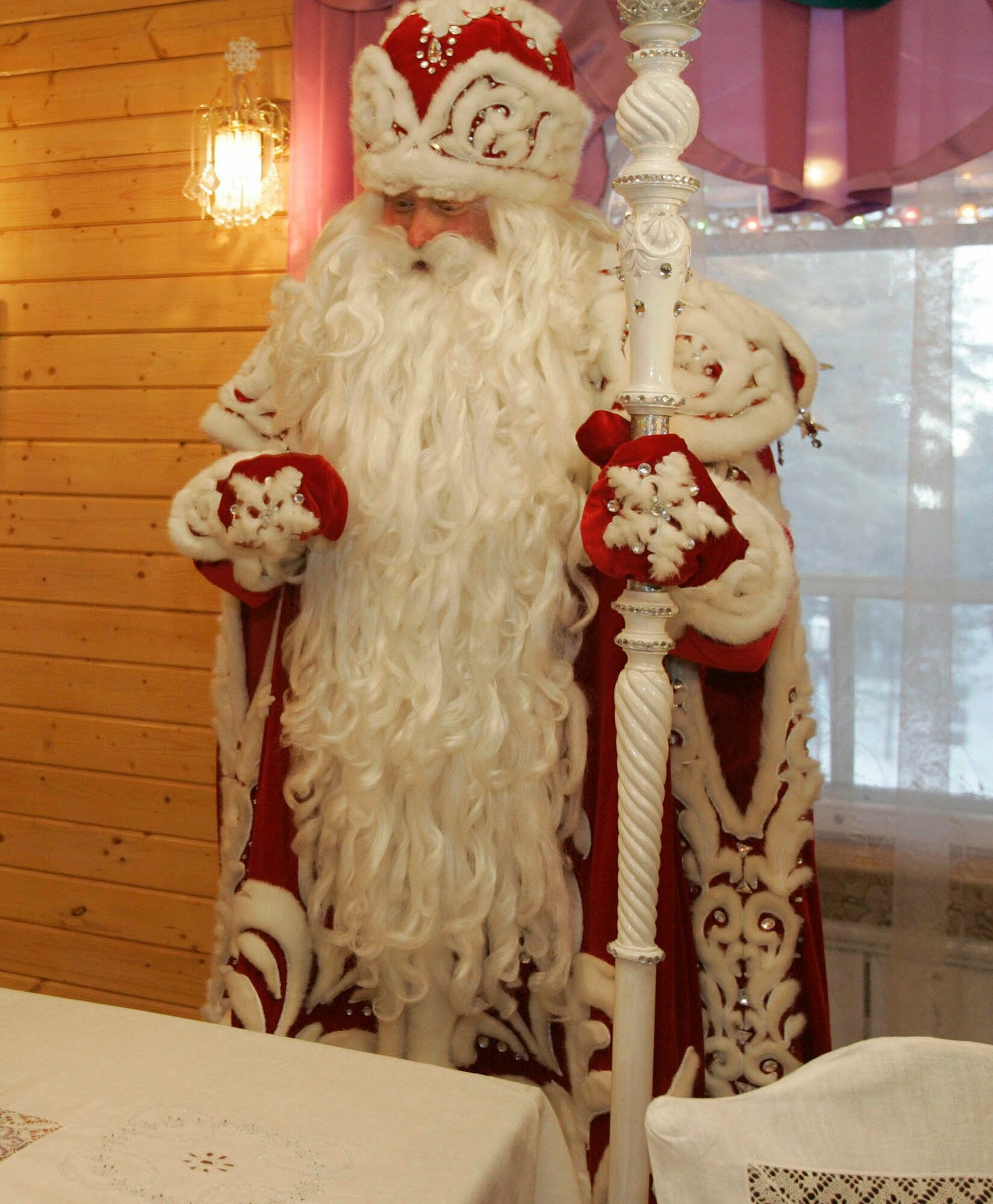
Ded Moroz à Veliki Oustioug.

Ded Moroz (en russe : Дед Мороз, signifiant « Grand-père Gel ») est l'équivalent slave du « Père Noël » occidental.
Ded Moroz apporte des cadeaux aux enfants, mais le soir du nouvel an et non à Noël (qui dans la tradition orthodoxe russe est célébré le 7 janvier). Au contraire du père Noël, il les apporte au cours des réveillons ; il peut aussi les déposer au pied de l'arbre de la nouvelle année, dans les parcs publics. Ded Moroz est accompagné par sa petite fille Snégourotchka (en russe Снегурочка, signifiant « petite fille des neiges » ou « fée des neiges »). 
Son apparence traditionnelle est proche de celle du père Noël, avec un grand manteau bleu, parfois blanc ou rouge, des bottes et une longue barbe. Spécifiquement, Ded Moroz porte un manteau trainant, une coiffe ronde en fourrure et des valenki blanches ou de hautes bottes (sapogi) et des ornements argentés. Il marche avec une longue canne magique et ne conduit pas un traîneau tiré par des rennes mais une troïka de chevaux.  
Sa résidence officielle en Russie est la ville de Veliki Oustioug. La résidence du "Дзед Мароз" (Russie et Bielorussie) est dans la forêt de Białowieża en Bielorusie, et celle du Moș Gerilă (le « Père Dugel ») moldave, dans la forêt du Codru.

## Origine
Les légendes plus précoces, d'avant le communisme, décrivaient Ded Moroz comme un sorcier méchant et cruel, proche des anciens dieux slaves : Pozvizd, dieu du vent, du bon et du mauvais temps ; Zimnik, dieu de l'hiver et Korotchoun, roi souterrain régnant sur les froids glaciaux. Selon la légende, Ded Moroz pouvait congeler les gens, enlever les enfants, et les emporter dans son grand sac. En guise de rançon, les parents devaient apporter des offrandes pour libérer leurs enfants. Il était donc plus un avatar du père Fouettard que du père Noël. Néanmoins, sous l'influence des traditions de l'église orthodoxe, le personnage de Ded Moroz changea d'aspect, et acquit certaines caractéristiques du Sinterklaas néerlandais, prototype du Santa Claus américain.